# Adtranz 112E
Adtranz 112E – wielosystemowa lokomotywa elektryczna wyprodukowana w zakładach Adtranz w liczbie 28 sztuk. Elektrowozy są eksploatowane przez koleje włoskie oraz przez włoskiego prywatnego przewoźnika RTC.

## Konstrukcja
Elektrowozy EU43 zostały zaprojektowane do prowadzenia szybkich pociągów ekspresowych oraz ciężkich pociągów towarowych. Pudło oparte jest na wózkach za pośrednictwem cylindrycznych sprężyn w systemie Flexicoil. Przeniesienie sił pociągowo-wzdłużnych odbywa się za pośrednictwem dwustronnego cięgła połączonego z wózkiem i podwoziem za pomocą elementów elastycznych. Przeniesienie napędu odbywa się za pomocą odsprężynowanej dwustopniowej przekładni czołowej i drążonego wału z dwoma przegubami. Lokomotywa posiada hamulec elektrodynamiczny oraz pomocniczy hamulec sprężynowy. Przekształtnik główny zasila silnik trakcyjny. Transformator zastosowany w lokomotywie ma chłodzenie olejowe. Kabina maszynisty jest klimatyzowana oraz izolowana akustycznie. Sterowanie pojazdem odbywa się za pomocą komputera pokładowego. 

## Eksploatacja

### Włochy
Koleje włoskie potrzebowały wielosystemowych lokomotyw elektrycznych przeznaczonych do prowadzenia pociągów pasażerskich i towarowych kursujących na przełęczy Brenner do niemieckojęzycznych krajów. Dlatego zamówiły 20 wielosystemowych elektrowozów. Pierwsze cztery elektrowozy wyprodukowano w zakładach ABB Technomasio w północnych Włoszech. Lokomotywy były testowane na niemieckiej, austriackiej oraz szwajcarskiej sieci kolejowej. Kilka lokomotyw prowadziło pociągi kursowe na liniach kolejowych w austriackiej Styrii. Dwie lokomotywy testowano na torze doświadczalnym w Cerhenicach w Czechach. Elektrowozy wykorzystywane są do prowadzenia pasażerskich pociągów ekspresowych oraz towarowych. Kursują na górskich liniach kolejowych w północnych Włoszech, Niemczech i Austrii.

### Polska
W połowie 1996 roku polskie koleje podpisały zamówienie na osiem elektrowozów dwusystemowych. Pierwsze trzy lokomotywy wyprodukowane we Włoszech były testowane na torze doświadczalnym w Żmigrodzie oraz na niemieckiej sieci kolejowej. Brak środków finansowych oraz niepowodzenie w pozyskaniu leasingodawcy spowodowały wycofanie zamówienia. W styczniu 2001 roku zostały sprzedane przez producenta włoskiemu prywatnemu przewoźnikowi Rail Traction Company.